# Audun-le-Roman
Audun-le-Roman és un municipi francès situat al departament de Meurthe i Mosel·la i a la regió del Gran Est. L'any 2007 tenia 2.403 habitants.

## Demografia

### Població
El 2007 la població de fet d'Audun-le-Roman era de 2.403 persones. Hi havia 956 famílies, de les quals 280 eren unipersonals (108 homes vivint sols i 172 dones vivint soles), 224 parelles sense fills, 360 parelles amb fills i 92 famílies monoparentals amb fills.
La població ha evolucionat segons el següent gràfic:
Habitants censats

### Habitatges
El 2007 hi havia 1.076 habitatges, 964 eren l'habitatge principal de la família, 16 eren segones residències i 96 estaven desocupats. 716 eren cases i 353 eren apartaments. Dels 964 habitatges principals, 592 estaven ocupats pels seus propietaris, 346 estaven llogats i ocupats pels llogaters i 26 estaven cedits a títol gratuït; 50 tenien una cambra, 54 en tenien dues, 154 en tenien tres, 243 en tenien quatre i 463 en tenien cinc o més. 622 habitatges disposaven pel capbaix d'una plaça de pàrquing. A 422 habitatges hi havia un automòbil i a 417 n'hi havia dos o més.

### Piràmide de població
La piràmide de població per edats i sexe el 2009 era:
| Homes | Edats   | Dones |
| ----- | ------- | ----- |
| 0     | 95 o +  | 0     |
| 0     | 90 a 94 | 8     |
| 12    | 85 a 89 | 24    |
| 16    | 80 a 84 | 12    |
| 20    | 75 a 79 | 52    |
| 44    | 70 a 74 | 60    |
| 52    | 65 a 69 | 40    |
| 52    | 60 a 64 | 60    |
| 56    | 55 a 59 | 28    |
| 60    | 50 a 54 | 92    |
| 76    | 45 a 49 | 60    |
| 72    | 40 a 44 | 116   |
| 56    | 35 a 39 | 48    |
| 76    | 30 a 34 | 76    |
| 108   | 25 a 29 | 64    |
| 64    | 20 a 24 | 80    |
| 88    | 15 a 19 | 76    |
| 80    | 10 a 14 | 84    |
| 52    | 5 a 9   | 60    |
| 44    | 0 a 4   | 48    |

## Economia
El 2007 la població en edat de treballar era de 1.552 persones, 1.145 eren actives i 407 eren inactives. De les 1.145 persones actives 1.008 estaven ocupades (552 homes i 456 dones) i 137 estaven aturades (58 homes i 79 dones). De les 407 persones inactives 88 estaven jubilades, 141 estaven estudiant i 178 estaven classificades com a «altres inactius».

### Ingressos
El 2009 a Audun-le-Roman hi havia 959 unitats fiscals que integraven 2.384,5 persones, la mediana anual d'ingressos fiscals per persona era de 17.601 €.

### Activitats econòmiques
Dels 90 establiments que hi havia el 2007, 3 eren d'empreses extractives, 2 d'empreses alimentàries, 3 d'empreses de fabricació de material elèctric, 4 d'empreses de fabricació d'altres productes industrials, 8 d'empreses de construcció, 20 d'empreses de comerç i reparació d'automòbils, 5 d'empreses de transport, 4 d'empreses d'hostatgeria i restauració, 1 d'una empresa d'informació i comunicació, 6 d'empreses financeres, 2 d'empreses immobiliàries, 11 d'empreses de serveis, 15 d'entitats de l'administració pública i 6 d'empreses classificades com a «altres activitats de serveis».
Dels 25 establiments de servei als particulars que hi havia el 2009, 1 era una oficina d'administració d'Hisenda pública, 1 gendarmeria, 1 oficina de correu, 3 oficines bancàries, 2 tallers de reparació d'automòbils i de material agrícola, 1 autoescola, 2 paletes, 4 fusteries, 1 electricista, 2 perruqueries, 1 veterinari, 3 restaurants, 1 agència immobiliària, 1 tintoreria i 1 saló de bellesa.
Dels 9 establiments comercials que hi havia el 2009, 1 era un hipermercat, 1 una botiga de més de 120 m², 2 fleques, 1 una fleca, 1 una botiga de material de revestiment de parets i terra i 3 floristeries.
L'any 2000 a Audun-le-Roman hi havia 3 explotacions agrícoles.

## Equipaments sanitaris i escolars
L'únic equipament sanitari que hi havia el 2009 era una farmàcia.
El 2009 hi havia 1 escola maternal i 1 escola elemental. Audun-le-Roman disposava d'un col·legi d'educació secundària amb 256 alumnes.

## Poblacions més properes
El següent diagrama mostra les poblacions més properes.